# Jana variegata
Jana variegata är en fjärilsart som beskrevs av Rothschild 1917. Jana variegata ingår i släktet Jana och familjen Eupterotidae. Inga underarter finns listade i Catalogue of Life.